# Метаторберніт

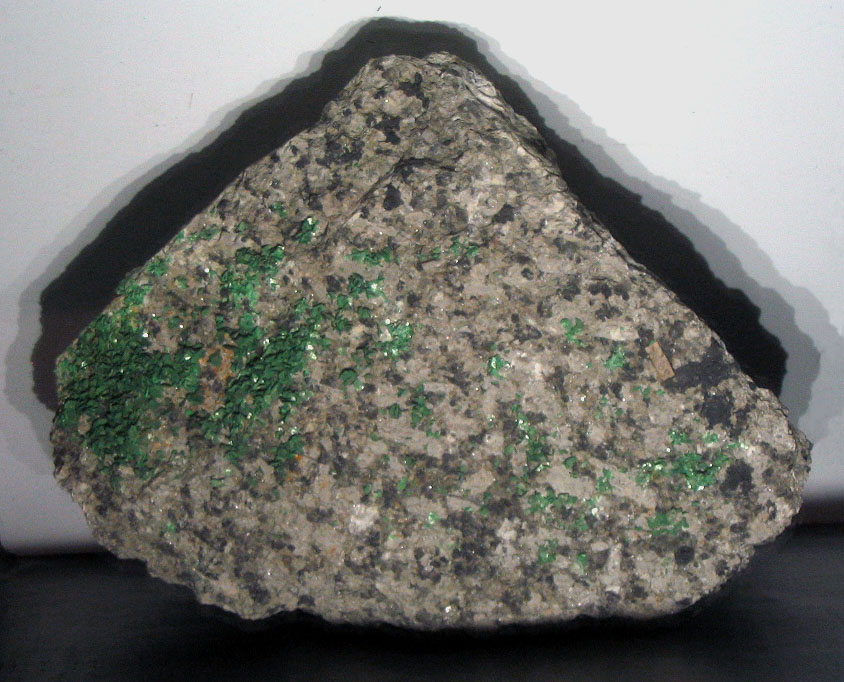
Метаторберніт

Метаторберніт — мінерал, низькотемпературна зневоднена модифікація торберніту — водного фосфату міді та урану шаруватої будови.

## Загальний опис
Хімічна формула: Cu(UO2)2[PO4]2•nH2O; n≤8.
Містить (%): CuO — 8,3; UO3 — 61,2; P2O5 — 15,1; H2O — 15,4.
Сингонія тетрагональна.
Утворює дрібні таблитчасті кристали та агрегати.
Густина 3,5-3,7.
Твердість 2-3.
Блиск скляний до перламутрового.
Спайність досконала.
Колір від смарагдового до жовтого.
Риса блідо-зелена.
Крихкий.
Прозорий та напівпрозорий.
Радіоактивний.
Зустрічається як вторинний мінерал, який утворюється при дегідратації торберніту.
Асоціює з сульфідами міді та уранініту.
Знахідки: Корнуол (Велика Британія), Шинколобве (Заїр).
Від мета… й назви мінералу торберніту (F.Rinne, 1901).
Синонім — метахальколіт, метакупроураніт.

## Різновиди
Розрізняють:
- метаторберніт–І
- метаторберніт–ІІ.